# Ray Pizzi
Raymond Michael „Ray“ Pizzi (* 19. Januar 1941 in Everett, Massachusetts; † 2. oder 20. September 2021) war ein US-amerikanischer Musiker (Saxophon, Klarinette, Flöte, Fagott, Komposition) des Modern Jazz.

## Leben und Wirken
Pizzi hatte ab dem fünften Lebensjahr Klarinettenunterricht. Er studierte von 1960 bis 1964 am Konservatorium in Boston und parallel dazu am Berklee College of Music. Anschließend war er in Boston als Musiklehrer tätig und 1966 mit Woody Herman auf Tournee. Anschließend ließ er sich in Los Angeles nieder, wo er Fagottunterricht bei Simon Kovar nahm und Mitglied der Gruppen von Don Menza und Louis Bellson (1970/71) war. 1972 und 1973 spielte er bei Willie Bobo und außerdem mit Mocair Santos. In der Folge arbeitete er mit so unterschiedlichen Musikern wie Mark Levine, Frank Zappa, Shelly Manne, Barney Kessel, Barbra Streisand, Burt Bacharach, Quincy Jones, Milcho Leviev, Lee Ritenour oder Charlie Haden. Er hat auch mit Ravi Shankar, Madonna, Dizzy Gillespie, Nana Simopoulos und Bob Florence aufgenommen. Henry Mancini schrieb für ihn sein 1981 uraufgeführtes Piece for Jazz Bassoon and Orchestra. Daneben hat er seit dem Erscheinen seiner ersten LP „Appassionato“ (1975) eine Reihe unterschiedlicher Alben eingespielt und auf wichtigen Festivals wie dem Monterey Jazz Festival oder in Berkeley eigene Projekte präsentiert. In Europa tourte er in den 1980er Jahren mehrfach mit Götz Tangerding und Christian Stock, in den 1990er Jahren mit Wolfgang Lackerschmid. Seine wichtigen Beiträge zum Jazzfagott hat er auf der 2008 erschienenen Kompilation Bassoon Anthology zusammengefasst. Weiterhin verfasste er Musik für Filme wie A Golden Opportunity, You and Me oder Kumann.

## Diskographische Hinweise
- The Love Letter (1979)
- Espressivo (1981)
- I Hear You (mit Wolfgang Lackerschmid, Hans Hazoth, Christian Stock, Aldo Caviglia; 1991)

## Lexigraphische Einträge
- Martin Kunzler: Jazz-Lexikon. Band 2: M–Z (= rororo-Sachbuch. Bd. 16513). 2. Auflage. Rowohlt, Reinbek bei Hamburg 2004, ISBN 3-499-16513-9.